# Noctua albipes
Noctua albipes là một loài bướm đêm trong họ Noctuidae.